# Phyllidia varicosa
Phyllidia varicosa es una especie de babosa de mar, un gasterópodo molusco marino sin caparazón, conocido como nudibranquio, de la familia Phyllidiidae.

## Distribución
Esta especie está ampliamente distribuida en los océanos indopacíficos occidentales, incluido el Pacífico central y el mar Rojo.

## Descripción
Se trata de una especie grande que crece hasta por lo menos 115 milímetros. Se distingue por sus numerosas (entre 3 y 6) crestas notales longitudinales y tuberculadas. La cresta y la base de los tubérculos son de color gris azulado. Los tubérculos están cubiertos de amarillo. La planta del pie tiene una raya longitudinal negra. Su rinóforo posee de 27 a 30 laminillas.

## Mimetismo
Los juveniles del pepino de mar Pearsonothuria graeffei, tienen colores brillantes y se parecen mucho a Phyllidia varicosa. Son de color blanco y azul o negro, con algunas proyecciones grandes, amarillas, como espinas. Estos colores brillantes advierten a los depredadores de la toxicidad del nudibranquio, y este mimetismo por parte de la especie de pepino de mar sirve para protegerlo también. El pepino de mar adulto tiene una coloración mucho más apagada, pero también es mucho más grande que la babosa de mar y tiene sus propios químicos tóxicos en esta etapa.

## Galería de imágenes

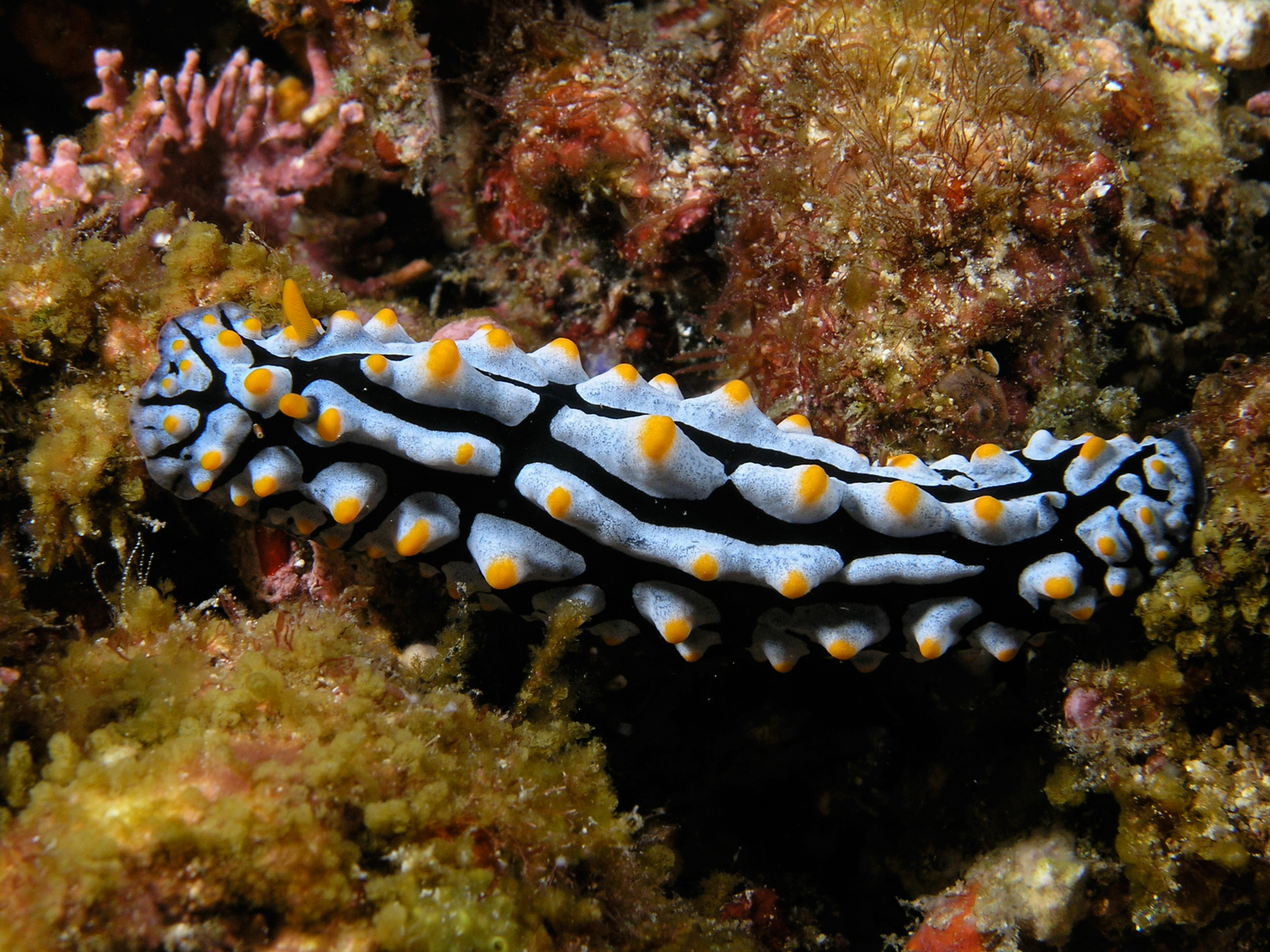
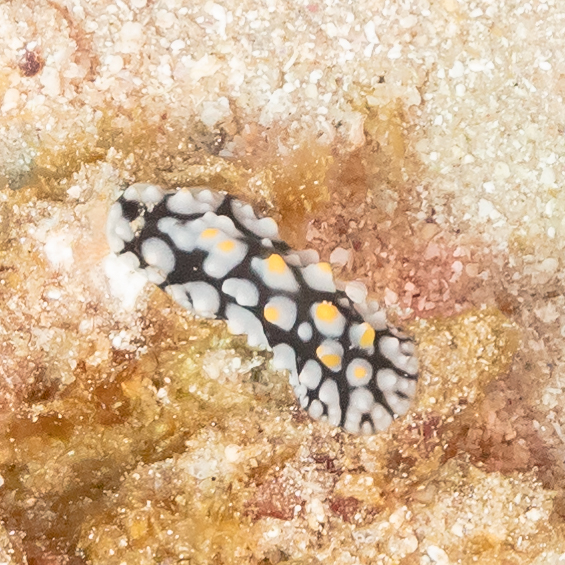
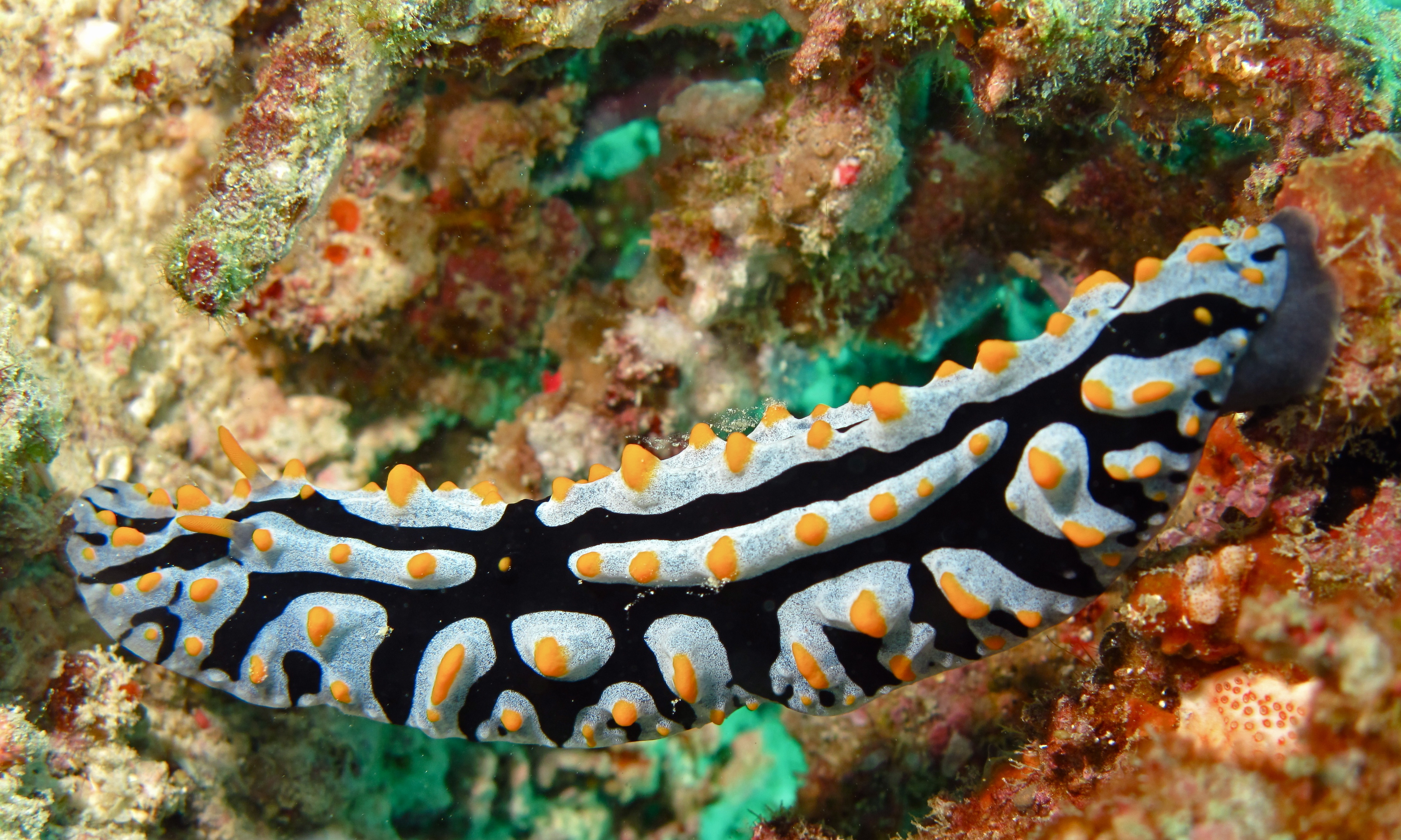
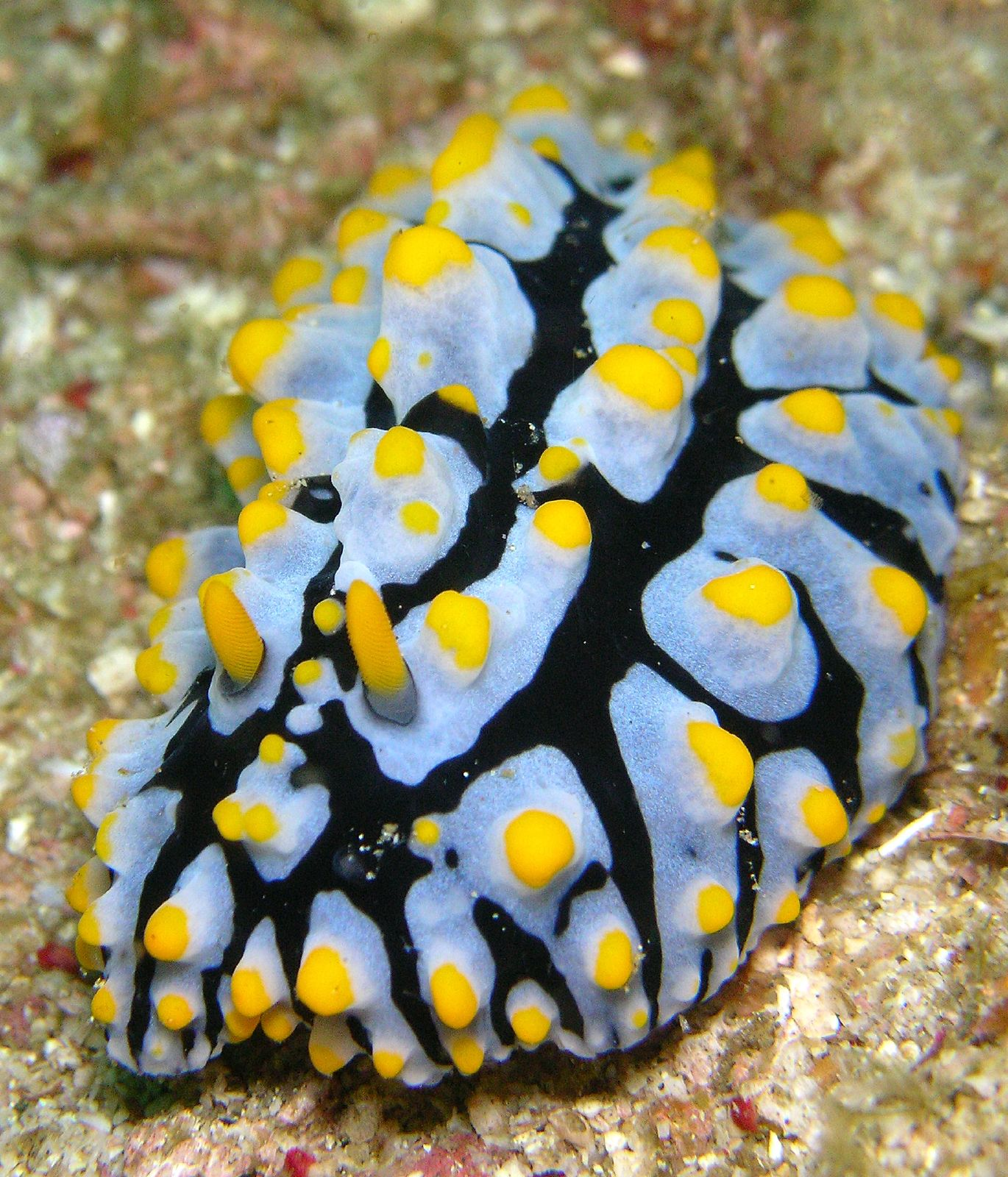